# مامورو موهری
مامورو موهری (به انگلیسی: Mamoru Mohri) فضانورد اهل کشور ژاپن است که در ۲۹ ژانویهٔ ۱۹۴۸ میلادی در یویچی، هوکایدو زاده شد. وی در مأموریت اس‌تی‌اس-۴۷، اس‌تی‌اس-۹۹ حضور داشته است.